# ローンチコントロール
ローンチコントロール（英: Launch control, 略称LC）とは、完全に停止している車をスムーズに素早く発進させる自動制御技術のこと。「ラウンチコントロール」と表記される場合もある。エンジンの回転数を調節して、タイヤの空転（ホイールスピン）を防ぐトラクションコントロールシステム (TCS) の一種。

## 概念
車を停止状態から急加速させる際、アクセル開度（エンジン回転数）とクラッチの繋ぎ加減がスタートダッシュの差を生む。回転を上げ過ぎればタイヤが空転して前へ進まず、逆に回転が低すぎるとエンストする恐れがある。乱暴に操作すると、クラッチやギアボックスに故障が生じるケースもある。
従来のマニュアル装置の場合、フットペダルを踏みこむ微妙な感覚が必要になるが、電子式装置ではECUのプログラムを介して、スロットルやクラッチが自動制御されるので、ドライバーが注意を払わずとも、最適な発進をすることが可能になる。
トラクションコントロール (TCS) が走行中のデータに応じてリアルタイムでトルクを調節するのに対し、ローンチコントロールはスタートに特化した設定を自動実行する一連のシステムであり、スタート加速が終わればTCSに切り替わる。

## モータースポーツ
レーシングカーは市販車に比べてエンジン出力が高い割にアクセルペダルのストロークが短く、クラッチプレート径も小さいので、一流選手でもスタートを失敗することがある。スタート直後の順位変動がレース全体の展開に影響することが多いので、ハイテクの導入とともに、より良いスタートを切るためにローンチコントロールの開発が進むようになった。
ただし、スタート操作はドライバーの技の見せ所でもあるので、完全に機械任せにしてしまうことへの疑問もある。また、高度な電子制御技術を投入するため、開発コストの上昇を招くという批判もある。そのため、ほとんどのカテゴリでローンチコントロールが禁止されているが、ECUの精密なマッピングでそのような働きを持たせるケースもある。

### F1
F1では1994年以降TCSなどの電子制御装置が使用禁止となったが、それでも各チームが研究開発を進め、2001年より再び合法化された。以後、開発競争が過熱したが、2004年にローンチコントロールの使用を禁止。それでもTCSを応用したマニュアルスタートシステムが考案されたが、2008年より導入された共通ECUにはTCSの機能が組み込まれていない。
F1用のシステムは、スターティンググリッドに停止した状態でクラッチを切り、ステアリング上のボタンを押すとエンジンが一定の回転数まで上がる。スタートシグナルが消灯（ブラックアウト）した瞬間にボタンを放すとクラッチが繋がる（半クラッチの状態になる）が、エンジンの回転数は下がらずにボタンを押した状態の回転数で保たれる。これによりホイールスピンをせずに素早く発進させることができる。
このシステムが働くのは2秒未満であり、稼働中はアクセルの操作は一切受け付けない。一番長く作動していたのはウィリアムズといわれている。
通常はプラクティスや予選中に路面状態のデータを収集しておき、スターティンググリッドの位置によりエンジニアがエンジン回転数を決定する。奇数グリッドなら、マシンの通り道であることが多いため、路面にホコリなどがなくタイヤのラバーもある程度乗っている状態なので、ホイールスピンが起こり難く、回転数は高めに設定するが、偶数列は逆なので回転数をやや抑えるといった具合である。
また、上位グリッドに停まると全車の整列を待つ間にタイヤが冷えるため、その分の誤差も加味しなければならない。グリップ力の読みが外れると、ドライバーの責任に関係なくスタートを失敗するケースもある。
各チームの中ではルノーのマシンのロケットスタートが注目されたが、そこには日産からルノーへ移籍した車両動力学の専門家、徳永直紀が貢献していた。
ローンチコントロールの禁止後は、ステアリング裏の左右2枚のクラッチパドルをマニュアル操作している。両方を手前に引くとクラッチが切れ、スタート時に片方を離すと半クラッチ状態になり、もう一方も離すと完全に繋がる。セミATではスタート時以外クラッチを操作しないので、フットボックス内にクラッチペダルは存在しない。

### WRC
世界ラリー選手権 (WRC) のWRカーでも、2005年まではローンチコントロールの使用が認められていた。ラリーの場合はスペシャルステージ (SS) のスタート地点で使用し、とくにグラベルや凍結路面では威力を発揮した。起動スイッチがついているので、利用したいときだけ使用した。
スタート地点でクラッチを切り、アタックモードに切り替えるとギアが自動的に1速に入る。あとはアクセルを踏み込み、スタートシグナルとともにクラッチを繋ぐとベストなスタート加速が得られる。なお、SS間の移動区間（リエゾン）ではクルーズモードのため使用されない。

## ロードカー（公道市販車）
フェラーリやポルシェ、BMW、日本車ではレクサス・LFA、日産・GT-Rなどのスポーツドライビング性能を売り物にしている高性能スポーツカーに搭載されている。操作方法は車種によって異なるが、
1. 停車状態でブレーキを踏み、TCSをオフにし、「LC」と表記されているボタンを押す。
2. ブレーキを踏んだ状態でアクセルを深く踏み込み、ブレーキを放して急発進させる。
3. 後は路面状態に応じてホイールスピンが抑制され、自動でシフトアップが行なわれる。
4. ある程度の速度になるとエンジン回転が落とされ、LCモードが解除される。

という寸法である。
非日常的で猛烈な加速感を体験可能な反面、公道走行ではほとんど使用する機会はなく、また危険運転を招く恐れもあるので、公道での運転には向いておらず、サーキットでのスポーツ走行に向いている。